# Circonscription de Felege Selam
La circonscription de Felege Selam est une des 121 circonscriptions législatives de l'État fédéré des nations, nationalités et peuples du Sud, elle se situe dans la Zone Keffa. Son représentant actuel est Alemayehu Gebreselassie Amash.